# Lex Burgundionum

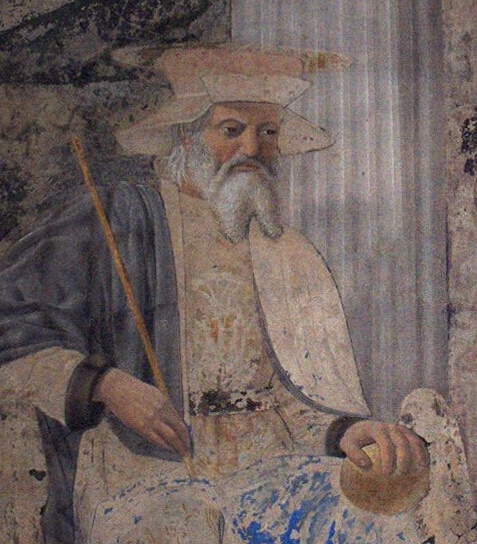
Svatý Zikmund, král Burgundů, který se pravděpodobně podílel na rozšížení zákoníku Lex Burgundionum

Lex Burgundionum také Lex Gundobada (česky Burgundské zákony) je zákoník Burgundů, pravděpodobně vydaný králem Gundobadem. Je výrazně ovlivněn římským právem, zabývající se zákony týkající se manželství a dědictví, jakož i regulací zlacení a dalších pravidel. Interakce mezi Burgundy je zpracována odděleně od interakce Gallo-římanů. I když nejstarší ze 14 dochovaných rukopisů pochází z 9. století, je sestavení zákoníku připisováno králi Gundobadovi s tím, že jeho nástupce a syn Zikmund zákoník rozšířil. Lex Romana Burgundionum je pak samostatný zákoník sestavený pravděpodobně pro galořímské poddané, obsahující různé zákony převzaté z římských zdrojů, nazývaný někdy nesprávným čtením rukopisu Liber Papiani či jednoduše Papianus. Nejstarší opis tohoto textu pochází ze 7. století.
Zákoník Lex Burgundionum sestavil král Gundobad, pravděpodobně po jeho porážce Chlodvíkem I. u Avignonu v roce 500. Některé dodatky v zákoníku byly následně doplněny, buď samotným Gundobadem, nebo jeho synem Zikmundem.

## Obsah zákoníku Lex Burgundionum
Burgundský zákoník se skládá ze dvou souborů zákonů, starší Ústavní knihy či Zákona Gundobadova (Liber Constitutionum sive Lex Gundobada) a právních předpisů Constitutiones Extravagantes. Zákony obou souborů určovaly pravidla osobních vztahů mezi jednotlivci. Lex Burgundionum ke kodifikaci zákonů bylo vnímáno jako velká změna v germánské kultuře, která odrážela nástup krále jako nejvyššího soudce a zákonodárce. I když Burgundové měli tradice a zákony pro rozhodování sporů mezi svými občany, přesto Římané do společnosti přinesli organizační strukturu pro centralizovanější vládu.
Velké množství zákonů v Lex Burgundionum se zabývá peněžní odplatou germánského typu za úmyslné vzájemné fyzické ublížení na zdraví. Peněžité pokuty byly upředňostněny před fyzickými tresty či trestem smrti, což vedlo k regulaci fyzických trestů a krevním mstám mezi dvěma jedinci. Spolu s peněžními pokutami jako odškodné za fyzickou újmu zahrnovalo Lex Burgundionum také wergeld. Wergeld u občanů z nejvyšších vrstev měl hodnotu 300 solidu, občan střední třídy měl hodnotu 200 solidu a lidé z nejnižších vrstev svobodných lidí měl hodnotu 150 solidu. Historička Katherine Fischer Drewová věřila, že rodina byla absolutně nejdůležitější sociální institucí v zákoníku i v germánských kmenech.
Dědická práva vycházela z germánských zvyku. Půda byla předávána zákonem o rodinné posloupnosti, který se značně lišil od římských zákonů, které umožňovaly nabýt majetek jinými způsoby než dědictvím, jako byla koupě. Vdova měla mimo jiné nárok na doživotní podíl na třetině majetku svého manžela. Pokud se muž zasnoubil s mladou ženou a její rodiče později sňatek odmítli, byli povinni vrátit čtyřnásobek ceny nevěsty. Pokud nevěsta odmítla z vlastní vůle či pokud se svatba do dvou let nekonala, mohla se nevěsta znovu zasnoubit bez peněžité pokuty. Pokud muž zrušil zasnoubení, nedostal žádnou náhradu.
Lex Burgundionum byl v platnosti dlouhé roky. Protesty Agobarda, biskupa z Lyonu proti Lex Burgundionum v 9. století ukazuje, že se stále používal a byl v platnosti.